# Andreas Hofer (attore)
Andreas Hofer (Osnabrück, 19 maggio 1962) è un attore e doppiatore tedesco, noto per aver interpretato il ruolo di Oskar Castellhoff nella soap-opera tedesca Alisa - Segui il tuo cuore (Alisa Folge deinem Herzen).
Ha fatto alcune apparizioni anche nella serie Squadra Speciale Cobra 11. Presente anche nel cast di Kebab for breakfast (Türkisch für Anfänger) nel ruolo di Markus, padre di Lena Schneider.

## Doppiaggio
- Makoto Kyogoku in Detective Conan
- Espio the Chameleon in Sonic Generations, Mario & Sonic ai Giochi olimpici di Rio 2016, Sonic Forces, Mario & Sonic ai Giochi olimpici di Tokyo 2020, Shadow Generations